# Animace sypkých materiálů
Animace sypkých materiálů je termín, který má dvojí význam. Označuje buď typ animace nebo formu živé umělecké performance. V prvním uvedeném významu animátoři pohybují pískem na osvětleném nebo podsvětleném skle a z jednotlivých získaných snímků tvoří animaci. V druhém případě jde o vytváření série obrázků z písku umělcem. Písek je nejprve nanesen na určitý povrch, a poté se do něj rukama kreslí čáry a obrazce. Performer k tomu často používá zpětný projektor nebo lightbox.

## Původ
Technika byla objevena v roce 1968 animátorkou Caroline Leaf během tvorby svého prvního filmu Sand, or Peter and the Wolf na Harvardově univerzitě. Animace dosáhla nasypáním písku na lightbox a manipulováním s texturami v každém snímku.

## Významní uměci
- Ferenc Cakó, z Maďarska
- Su Dabao, z Číny
- Caroline Leaf, z Kanady
- Kseniya Simonova, z Ukrajiny
- Ilana Yahav, z Izraele
- Alexandra Konofalskaya, z Běloruska

### Filmy
- Sand, or Peter and the Wolf (1968) od Caroline Leaf
- The Sand Castle (1977) od Co Hoedeman[1]
- Sesame Street (Sand Alphabet) (1974–1991)
- Tracks, (2003) animovaný krátký film
- 'This Week In News' 7.31.15 | MTV News od Charlene Lanzel